# Dmitri Nikolajewitsch Abakumow

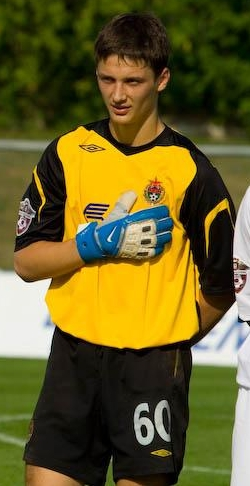
Dmitri Nikolajewitsch Abakumow

Dmitri Nikolajewitsch Abakumow (russisch Дмитрий Николаевич Абакумов, Transliteration Dmitrij Nikolaevič Abakumov; * 8. Juli 1989 in Woronesch) ist ein russischer Fußballtorhüter. Er steht seit 2014 beim russischen Erstligisten FK Orenburg unter Vertrag.

## Karriere
Zur Saison 2007 stieg er in die zweite Mannschaft vom ZSKA Moskau auf. Nach zwei Jahren verließ er Moskau und wechselte zum damaligen Zweitligisten Kamas Nabereschnyje Tschelny in die 1. Fußball-Division. Am siebten Spieltag der 1. Fußball-Division 2009 debütierte er für seinen neuen Verein im Tor. Das Spiel gegen FK Witjas Podolsk am 30. April konnte mit 3:1 gewonnen werden.
Zur Saison 2012/13 wechselte er zum damaligen Erstligisten Mordowija Saransk in die Premjer-Liga. Bei seinen neuen Verein debütierte er am 17. September 2012 beim Spiel gegen den Krylja Sowetow Samara. Das Spiel ging mit 2:3 verloren. Die Saison beendete der Verein auf den 15. Platz und stieg in die 1. Fußball-Division ab. Sein erstes Spiel in der neuen Liga bestritt er am 12. August 2013. Das Spiel gegen Chimik Dserschinsk wurde mit 4:0 gewonnen.
Im Februar 2014 verließ er Mordowija Saransk und schloss sich den Ligakonkurrenten FK Orenburg an. Er debütierte für seinen Verein am 10. März 2014 beim torlosen Unentschieden gegen FK Jenissei Krasnojarsk. In der Saison 2015/16 gewann er gemeinsam mit dem Verein die 1. Fußball-Division und stieg in die Premjer-Liga auf. In der Premjer-Liga debütierte er für seinen Verein am 15. August 2016 beim torlosen Unentschieden gegen Amkar Perm.

## Erfolge
- Meister der 1. Fußball-Division: 2015/16
- Aufstieg in die Premjer-Liga: 2016